# Florian Wiśniewski
Florian Wiśniewski (ur. 23 lutego 1937 w Lubaniu, zm. 11 grudnia 2023) – polski robotnik, działacz związkowy, opozycjonista w okresie PRL.

## Życiorys
Absolwent Technikum Budowlanego dla Pracujących w Gdańsku z 1959. W latach 1953–1982 pracował w Przedsiębiorstwie Robót Elektrycznych „Elektromontaż” w Gdańsku. W styczniu 1980 brał udział w zakładaniu Komisji Robotniczej. W sierpniu 1980 współorganizował strajk – wybrano go na przewodniczącego zakładowego Komitetu Strajkowego. Był delegatem do Międzyzakładowego Komitetu Strajkowego w Stoczni Gdańskiej im. Lenina, członkiem prezydium MKS i sygnatariuszem porozumień sierpniowych. Do „Solidarności” wstąpił we wrześniu 1980, wchodził w skład prezydium Międzyzakładowego Komitetu Założycielskiego NSZZ „Solidarność” w Gdańsku (do grudnia 1980), pełnił też funkcję przewodniczącego Komisji Koordynacji Budownictwa przy Krajowej Komisji Porozumiewawczej. Od 29 grudnia 1980 pełnił funkcję wiceprzewodniczącego Komisji Zakładowej w „Elektromontażu”. W 1981 jako delegat brał udział w I Walnym Zebraniu Delegatów Regionu Gdańskiego NSZZ „Solidarność”. Po wprowadzeniu w Polsce stanu wojennego w dniach 14–18 grudnia 1981 współorganizował
strajk w zakładzie, za co 5 stycznia 1982 został zwolniony z pracy. Od stycznia 1982 pracował jako taksówkarz.
Wyróżniono go tytułem honorowego obywatela Gdańska (2000).